# ناحیه رشت

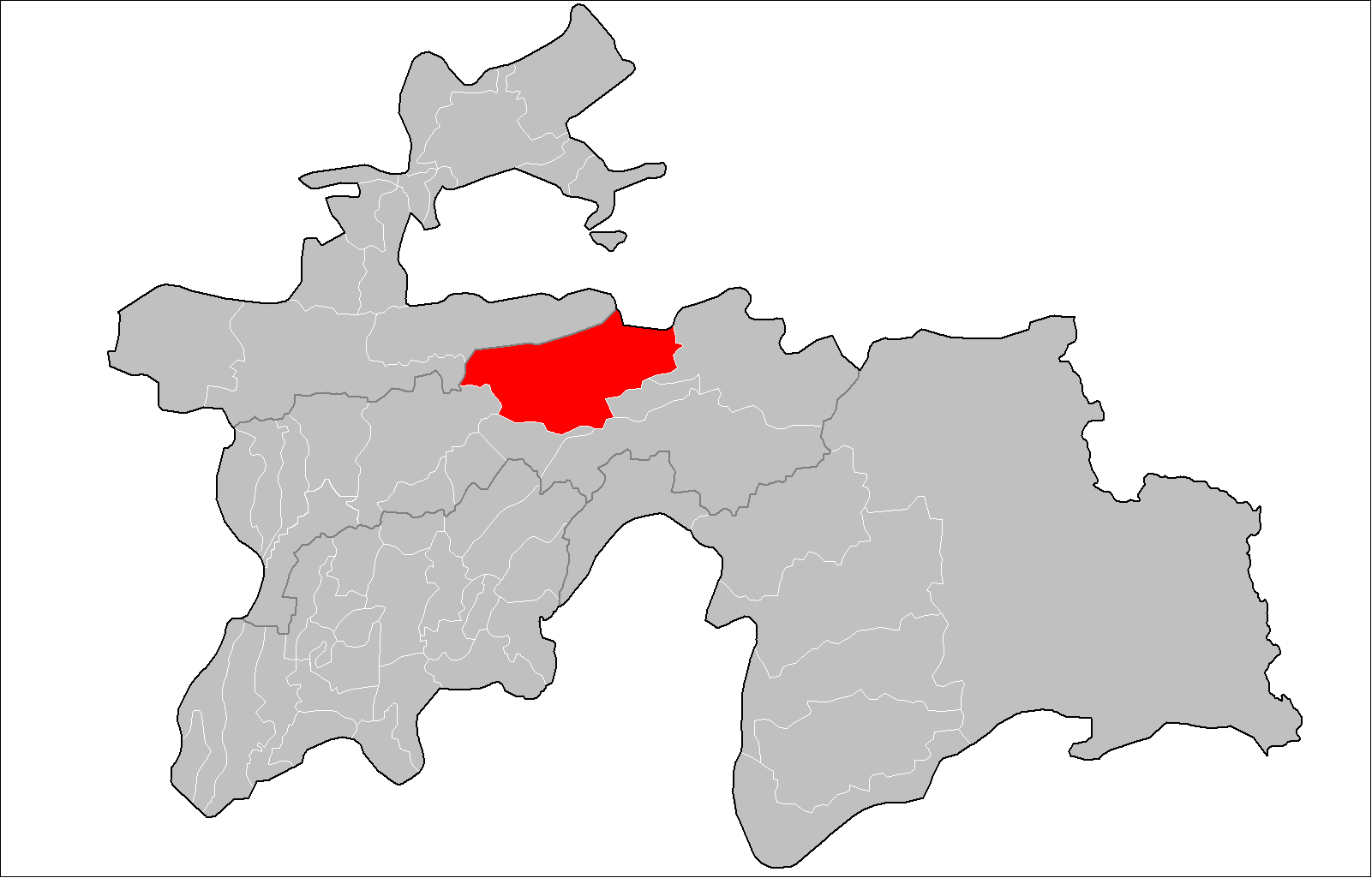
ناحیهٔ رشت.

ناحیهٔ رشت یکی از ناحیه‌های ولایت ناحیه‌های تابع جمهوری در کشور تاجیکستان است. مرکز این شهرستان شهر غرم می‌باشد که در ۱۸۵ کیلومتری شرق شهر دوشنبه واقع شده‌است.
این شهرستان در ۱۰ مارس سال ۱۹۳۱ به نام ناحیهٔ غَرم تأسیس گردیده شد. از ۲۷ اکتبر ۱۹۳۹ تا ۲۴ اوت ۱۹۵۵ این ناحیه بخشی از ولایت غرم بود. نام ناحیهٔ غرم در تاریخ ۲۸ آوریل سال ۲۰۰۱ رسماً به ناحیهٔ رشت تغییر کرد.

## جایگاه
ناحیهٔ رشت در درهٔ رشت جای دارد و از شمال با استان بادکند قرقیزستان و ناحیهٔ کوهستان مست‌شاه ولایت سغد، در شرق با ناحیهٔ جیرگتال، در جنوب با ناحیهٔ تاجیک‌آباد و ناحیهٔ طویل‌دره، در غرب با ناحیهٔ وحدت و ناحیهٔ عینی از ناحیه‌های تابع جمهوری هم‌مرز است.

## آمار
ناحیهٔ رشت ۵۳۴۶٬۹ کیلومتر مربع مساحت دارد. جمعیت ناحیهٔ رشت در سال ۲۰۰۷ میلادی برابر با ۱۰۳٬۰۵۷ نفر بود.
ناحیهٔ رشت دو شهر به نام‌های غرم و نوآباد دارد و دارای ۱۱ جماعت (بخش) می‌باشد.
جمعیت این ناحیه به‌طور عمده در زمینهٔ کشاورزی، پرورش گاو، کشت سیب‌زمینی، و باغبانی فعال است.
نخستین مؤسسهٔ پزشکی به شکل نوین در درهٔ رشت در سال ۱۹۲۵ و برای ارتش سرخ ساخته‌شد. دره‌های کمرآب، یاسمان و حایط و چشمه‌های معدنی و دارویی از نقاط دیدنی آن هستند. زغال سنگ، آلومینیوم، سنگ مرمر از ذخایر طبیعی رشت هستند.

## بزرگان
از جمله نویسندگان، پژوهشگران، و دولتمردان نامور رشت می‌توان به این افراد اشاره کرد: نصرت‌الله مهسوم، منور شاگدایف، میرزا رحمتوف، محمدالله خالوف، قدرالدین اصلانوف، منورشاه نظریف، سعیدالله خیرالله‌یف، باقی رحیم‌زاده، علی خوش، مهمان بختی، ظفر ناظموف، و منظر شریف.